# Хоакін Гарсія
Хоакін Гарсія (ісп. Joaquín García, нар. 20 серпня 2001, Буенос-Айрес) — аргентинський футболіст, захисник клубу «Велес Сарсфілд».
Виступав за молодіжну збірну Аргентини.

## Клубна кар'єра
Народився 20 серпня 2001 року в Буенос-Айресі. Вихованець футбольної школи клубу «Велес Сарсфілд». Дорослу футбольну кар'єру розпочав 2020 року в основній команді того ж клубу.

## Виступи за збірну
З 2023 року залучається до складу молодіжної збірної Аргентини. На молодіжному рівні зіграв у 8 офіційних матчах.
2024 року включений до заявки олімпійської збірної Аргентини для участі у футбольному турнірі на тогорічних Олімпійських іграх у Парижі.

## Статистика виступів

### Статистика клубних виступів
Станом на 22 липня 2024
| Сезон             | Команда           | Чемпіонат         | Чемпіонат | Чемпіонат | Національний кубок | Національний кубок | Національний кубок | Континентальні кубки | Континентальні кубки | Континентальні кубки | Інші змагання | Інші змагання | Інші змагання | Усього | Усього | Усього |
| Сезон             | Команда           | Ліга              | Ігор      | Голів     | Ліга               | Ігор               | Голів              | Ліга                 | Ігор                 | Голів                | Ліга          | Ігор          | Голів         | Ігор   | Голів  |        |
| ----------------- | ----------------- | ----------------- | --------- | --------- | ------------------ | ------------------ | ------------------ | -------------------- | -------------------- | -------------------- | ------------- | ------------- | ------------- | ------ | ------ | ------ |
| 2020              | «Велес Сарсфілд»  | ПД                | 1         | 0         | КА+КМ              | 0+1                | 0                  | ПК                   | 0                    | 0                    |               | -             | -             | 2      | 0      |        |
| 2021              | «Велес Сарсфілд»  | ПД                | 4         | 0         | КПЛ                | 4                  | 0                  | КЛ                   | 0                    | 0                    |               | -             | -             | 8      | 0      |        |
| 2022              | «Велес Сарсфілд»  | ПД                | 1         | 0         | КА+КПЛ             | 0                  | 0                  | КЛ                   | 0                    | 0                    |               | -             | -             | 1      | 0      |        |
| 2023              | «Велес Сарсфілд»  | ПД                | 18        | 1         | КА+КПЛ             | 2+0                | 0                  |                      | -                    | -                    |               | -             | -             | 20     | 1      |        |
| 2024              | «Велес Сарсфілд»  | ПД                | 15        | 0         | КА+КПЛ             | 0                  | 0                  |                      | -                    | -                    |               | -             | -             | 15     | 0      |        |
| Усього за кар'єру | Усього за кар'єру | Усього за кар'єру | 39        | 1         |                    | 7                  | 0                  |                      | 0                    | 0                    |               | -             | -             | 46     | 1      |        |